# 小林千晃
小林千晃（日语：／ Kobayashi Chiaki，1994年6月4日—）是一名日本男性声优，出生于日本神奈川县。隶属大泽事務所。

## 出演作品
括号中的粗体代表该作主角。

### 電視動畫
2017年
- Just Because!（棒球社後輩、男中学生）
- 名侦探柯南（2017年 - 2020年、配音员、无线电配音）
- 偶像大师SideM（男生）

2018年
- 比宇宙更远的地方（主持人）
- 霸穹 封神演义（柴火卖家）
- Classica Loid（男性A）
- Butlers～千年百年物语～（茶野京一）
- 雷顿的神秘之旅 卡翠爱儿与大富翁的阴谋（电影中的男演员）
- 百鍊霸王與聖約女武神（角兵、兵士、奴隷商人、欧洛夫、男客人）
- 工作细胞（红血球3、一般细胞2、红血球2、红血球1、杀伤T細胞1）
- 高分少女（男子B、男学生A）
- 游戏王VRAINS（漢諾騎士）
- 关于我转生变成史莱姆这档事（哥布林B）

2019年
- 不吉波普不笑（竹田启司）
- 琴之森（向井智）
- 川柳少女（男子D、游乐场的众人、职工）
- Fairy gone（保安队队员）
- 贤者之孙（東尼·弗列德）
- 水果篮子（配送员）
- KING OF PRISM -Shiny Seven Stars-（鹰梁潮）
- 女高中生的虚度日常（帅哥）
- 炎炎消防队（消防队员、白装束）
- GIVEN 被赠与的未来（车站广播、朋友B）
- 普通攻擊是全體攻擊而且能二次攻擊的媽媽你喜歡嗎？（青年D）
- 高校星歌剧（学生）
- 海盗战记（少年时期的阿谢拉德）
- 超人高中生們即便在異世界也能從容生存！（村民D）
- 这个勇者明明超强却过分慎重（柯爾特）

2020年
- 达尔文游戏（京田浩之）
- 妖怪学园Y 〜与N的遭遇〜（九尾柳斯奎）
- 某科学的超电磁炮T（敵高男子）
- 恋爱小行星（電波班男子）
- 鸭子的天空（新城社员、观众、不良少年）
- 昨日之歌（早川湧、老师）
- 游戏王SEVENS（凛之介）
- GREAT PRETENDER（枝村真人（毛豆））
- 忧国的莫里亚蒂（路易斯·詹姆斯·莫里亚蒂）
- 池袋西口公園（谷口正）
- 暮蟬悲鳴時業（不良）

2021年
- 2.43 清陰高中男子排球社（小向哲人）
- SK∞（馳河藍加）
- 花樣滑冰Stars（前島的朋友、寺東）
- 王之逆襲 意志的繼承者（青年）
- 關於我轉生變成史萊姆這檔事 第2期（田口省吾）
- 寶可夢 旅途（青年）
- 暮蟬悲鳴時卒（達文西的客人）
- 漂流少年（朝風）
- 精靈幻想記（嵯峨颯）
- 現實主義勇者的王國重建記（斯爾）
- 星光魔法（御芽河祈瑠）

2022年
- 薔薇王的葬列（約翰·格雷）
- 平凡職業造就世界最強 2nd season（青年）
- 魯邦三世 PART6（艾連）
- 群青的開幕曲（牧皐汰）
- 朋友遊戲（片切友一）
- 輝夜姬想讓人告白-超級浪漫-（田中哲平）
- 足球風雲 Goal to the Future（辻秀人）
- 轉生賢者的異世界生活～取得第二職業，成為世界最強～（裕司）
- 呆萌酷男孩（一倉颯）
- 明日方舟 黎明前奏（Guard）
- 因為是反派大小姐所以養了魔王（凱爾）
- VAZZROCK THE ANIMATION（竹中修斗）

2023年
- 冰屬性男子與無表情女子（冰室）
- 英雄王，為了窮盡武道而轉生～而後成為世界最強見習騎士♀～（拉哈爾·蘭伯）
- 擁有超常技能的異世界流浪美食家（櫂斗）
- 狩火之王（照三）
- 永久少年 Eternal Boys（吾妻創輝）
- 地獄樂（畫眉丸）
- 肌肉魔法使-MASHLE-（馬修·班地德）
- 可愛過頭大危機（狸塚薰）
- 轉生貴族的異世界冒險錄～不知自重的眾神使徒～（庫洛德）
- 堀與宮村 -piece-（下田）
- 狩龍人拉格納（拉格納）
- 葬送的芙莉蓮（修塔爾克）
- 勇者赫魯庫（伯溫）
- 聖女魔力無所不能II（天宥）
- 神選（杏）
- 競速 OVERTAKE!（加賀山諒）

2024年
- 肌肉魔法使-MASHLE- 神覺者候補選拔試驗篇（馬修·班地德）
- 如果30歲還是處男，似乎就能成為魔法師（安達清）
- 金屬口紅（諾伊德262）
- SCIENCE SARU×MBS 原創短篇動畫大作戰！（大國主）
- 花野井同學與戀愛病（花野井颯生 ）
- WIND BREAKER—防風少年—（佐狐浩太）
- 寶可夢地平線（古魯夏）
- 銀河英雄傳說 Die Neue These（彼得·利瑪）
- 敗北女角太多了！（綾野光希）
- 夜櫻家大作戰（青沼）
- 哆啦A夢（勇者忒修斯）
- 青春之箱（笠原匡）
- 沒能成為魔法師的女孩子的故事（京·可馬爾）
- 青之壬生浪（齋藤一）
- 神之塔（第2期）（波·維多·古斯特昂）
- BLEACH 千年血戰篇（巴茲）

2025年
- 紅戰士在異世界成了冒險者（進藤清弘）
- SAKAMOTO DAYS 坂本日常（阿帕特）
- 來到棒球場捕捉我吧！（獅子尾一磨）
- 紫雲寺家的兄弟姊妹（紫雲寺志苑）
- Princession Orchestra
- 光逝去的夏天（辻中佳紀）
- 明日方舟 焰燼曙明（Guard）
- 忍者和極道（多仲忍者）
- 機械女僕·瑪麗（諾亞）
- 青之壬生浪 芹澤暗殺篇（齋藤一）

2026年
- 地獄樂（第2期）（畫眉丸）
- 葬送的芙莉蓮（第2期）（修塔爾克）
- 加油！中村同學！！（中村男久斗）

### 动画电影
2019年
- 剧场版 Fate/stay night [Heaven's Feel] II.lost butterfly（现场记者（电视主播））
- 妖怪學園Y 貓也能成為 HERO 嗎（九尾龙介）

2021年
- 言語如汽水般湧現
- 夏日幽靈（杉崎友也）

2024年
- BLUE LOCK 藍色監獄 Additional Time!（黑名蘭世）

### Web动画
2018年
- 卫宫家今天的饭（店员）

2019年
- 鋼彈創鬥者 潛網大戰Re:RISE（久我悠人）

2020年
- 鋼彈創鬥者 潛網大戰 對戰風雲錄（久我悠人）

2022年
- 花園裡的吸血鬼（アレグロ）
- 轟天高校生（御神苗優）

2023年
- 鋼彈創鬥元宇宙（悠人）

2024年
- GREAT PRETENDER razbliuto（枝村真人〈毛豆〉）

2025年
- 迪士尼 扭曲仙境 動畫版（Deuce Spade）

### OVA
2020年
- ACCA13区监察课 Regards（夏洛特）

2025年
- SK∞ EXTRA PART（馳河藍加）

### 游戏
2019年
- Crash Fever（贝多芬）
- Fate/Grand Order（芭索洛美·罗伯茨）
- 必殺舞星!!! - Boys, be DANCING! -（愛宕蓮太郎）
- Dragalia Lost ～失落的龙绊～（西昂）
- SD GUNDAM G世代（普通兵）
- 妖怪手表punipuni（九尾龙介）
- Fire Emblem Heroes（羅南）

2020年
- 冒险岛（卡莱尔）
- ディズニー ツイステッドワンダーランド（デュース・スペード）
- 幻想人生ONLINE（纳积）
- 游戏王DuelLinks（蓝神）

2021年
- 食物語（龍鳳配）
- 薑餅人王國 (氣泡飲餅乾)

2022年
- 熱血硬派國夫君外傳 熱血少女2（阿力）

2024年
- 白貓Project（アルタ）
- 鳴潮（相里要）
- 泡沫のユークロニア（矢代）

檔期未定
- 冒险岛2

### 广播剧
2019年
- 剧场版 Fate/stay night [Heaven's Feel] II.lost butterfly Original Drama CD「采访 未推敲 掲載予定なし」（两位男学生）
- 优雅贵族的休假指南。（冒险者）

### BLCD
2019年
- Lost Virgin（蜜也）
- 抖S幽靈不让我睡觉(2)（村上）

2020年
- 有计划地使用（哲）
- （食肉男）

### 广告
- 日本生命保险
  - 「Play,Support.桐生祥秀　START篇」[66]
  - 「Play,Support.女子排球・你的声援篇」
- Pixiv漫画  「漫画是爱」60秒预告（2018年）
- 东进补习班（日语：東進ハイスクール）10/28（日）全国统一高考
- 理光「劳动革命 宣言篇」
- 伊藤洋華堂 11/21号 快乐感恩节（高井）
- 三菱汽车
  - eKX「高性能轻SUV登场」篇[67]
  - eKX「MI-PILOT」篇（2019年）
- 牧場しぼり（日语：牧場しぼり）「挑选新鲜 奶农家」篇（2019年）[68]
- ZENONZARD（日语：ゼノンザード）「粗品的嫉妒」篇（2019年）[69]
- 女汉子骑士也想谈恋爱（日语：今まで一度も女扱いされたことがない女騎士を女扱いする漫画）漫画广告
- 电影『直到与九月相恋（日语：九月の恋と出会うまで）』预告
- LEFT ALIVE电视广告（2019年）

### 配音

#### 电影配音
- After（英语：After (2019 film)）（Hardin Scott）
- 芭蕾少女梦

#### 电视剧
- 安迪麦克（Walker）
- AJ and the Queen（英语：AJ and the Queen）
- All About the Washingtons（英语：All About the Washingtons）（马利克）
- 重返犯罪现场
- 律政狂牛
- Tales of the City（英语：Tales of the City）（杰克）
- 宝贝老板（瓦格比）
- The Letter for the King（英语：The Letter for the King）

### 广播
标注※代表通过网络电台播放。
- Butlers～千年百年物語～（2018年、音泉※）[70]

### 解说
- "PS4® Lineup Music Video｢LINEUP TOUR 2018(Dance Remix)｣ ft. ☆Taku Takahashi(m-flo) + YUC'e + hy4_4yh + "
- 悲惨世界：没有终点的旅途（日语：レ・ミゼラブル 終わりなき旅路） 播放纪念 (2019-1-5)[71]
- 悲惨世界：没有终点的旅途（日语：レ・ミゼラブル 終わりなき旅路）（2019年）预告
- 夏洛克：未敘之章（2019年）预告

### 电视节目
标注※代表通过网络电台播放。
- 迪士尼梦幻仙境频道（2020年1月27日 - 、AbemaTV※）